# Baton Rouge
Baton Rouge (wym. franc.: /ˌbætən ˈruːʒ/ⓘ) – miasto w południowej części Stanów Zjednoczonych, stolica stanu Luizjana oraz siedziba parafii East Baton Rouge.
Leży nad rzeką Missisipi, około 120 km na północny zachód od Nowego Orleanu.
Obszar metropolitalny 706 tys. mieszkańców (dane z 2000 roku).
W mieście rozwinął się przemysł rafineryjny, stoczniowy oraz chemiczny.

## Etymologia
Miasto zostało zbudowane w pobliżu zatkniętej w ziemię czerwonej włóczni indiańskiej. Bâton-Rouge po francusku oznacza właśnie „Czerwony Kij”.

## Telekomunikacja
W 2010 roku Baton Rouge zaczęła naciskać na rynek telekomunikacyjny, aby stać się miastem do testowania nowych superszybkich prędkości linii światłowodowych Google, znanych jako GeauxFiBR.

## Dzielnice
| - Banks - Belfair - Beauregard Town - Bird Station - Bocage - Boottown - Broadmoor - Brookstown - Brownfields - Camelot - Capitol Heights - Cedarcrest - Centurion Place - Concord - Country Club of Louisiana - Dixie - Eden Park - Easytown - Fairfields | - Froggy Mo - Gardere - Garden District - Goodwood - Glen Oaks - Ghosttown - Greendale - Inniswold - Jefferson Terrace - Kenilworth - Lake Beau Pré - Mall City - Magnolia Woods - Mayfair - Mcdonald land - Melrose Place - Mid-City - Millerville - Monticello - North Gate - North Sherwood - Northdale | - Oak Hills Place - Old Hermitage - Old Jefferson - Parkview Oaks - Parktown - Pelican Bay - Pollard Estates - Riverbend - River Oaks - River Oaks East - Santa Maria - Scotlandville - Shenandoah - Sherwood Forest - South Baton Rouge - Southdowns - Southern Heights - Spanish Town - Stratford Place - Tara - Tigerland | - The Field - The Lake - University Acres - University Club - University Gardens - University Hills - University Lakes - Wedgewood - Westdale Heights - Westminster - White Oak Landing - Woodgate - Woodlawn Estates - Woodlands - Woodstone - Valley Park - Victoria Gardens - Village St. George - Zion City |

## Miasta partnerskie
- Aix-en-Provence, Francja
- Córdoba, Meksyk
- Taizhong, Tajwan
- Port-au-Prince, Haiti